# The Legend of Zelda: Skyward Sword
The Legend of Zelda: Skyward Sword er et Wii-spil udviklet af Nintendo i The Legend of Zelda-serien. Det udkom i Europa 18. november 2011. Spillet gør brug af og kræver Wii Motion Plus-tilbehøret.